# Ivan Turbincă
„Ivan Turbincă” este o poveste satirică scrisă de Ion Creangă și publicată la 1 aprilie 1878 în revista Convorbiri literare din Iași. Narațiunea are o temă cu origini comune în folclorul românesc și în cel european. Ea relatează aventurile unui soldat rus omonim, care călătorește din lumea celor vii în Rai și în Iad, căutând nemurirea. La începutul poveștii, Dumnezeu răsplătește caracterul milos al lui Ivan cu un sac (turbincă) în care acesta poate introduce orice sau pe oricine dorește, iar fostul soldat o folosește pentru a-l supune pe Satan și pe mai mulți draci și se servește de ea, în cele din urmă, pentru a înșela Moartea. Textul include, de asemenea, un portret al Sfântului Petru ca paznic al Raiului, o referire la puterile miraculoase ale Sfântului Nicolae, precum și referințe umoristice la stilul de viață al boierilor autohtoni. Protagonistul însuși se dovedește a fi credincios și inteligent, dar este motivat în primul rând de petreceri și de băutură, activități pe care dorește să le practice veșnic.
Povestea „Ivan Turbincă” are un aspect fantastic mai pronunțat decât celelalte scrieri ale lui Creangă, deoarece personajul principal posedă un instrument magic de supunere a spiritelor rele și chiar a Morții. Ea este una din contribuțiile valoroase ale lui Creangă în literatura română și a devenit un punct de referință familiar pentru criticii literari și publicul din România și Republica Moldova. Ea a inspirat în special un basm dramatic al prozatorului moldovean Vlad Ioviță ce a stat la baza filmului moldovenesc Se caută un paznic, regizat de Gheorghe Vodă în 1967.

## Stil literar și originalitate

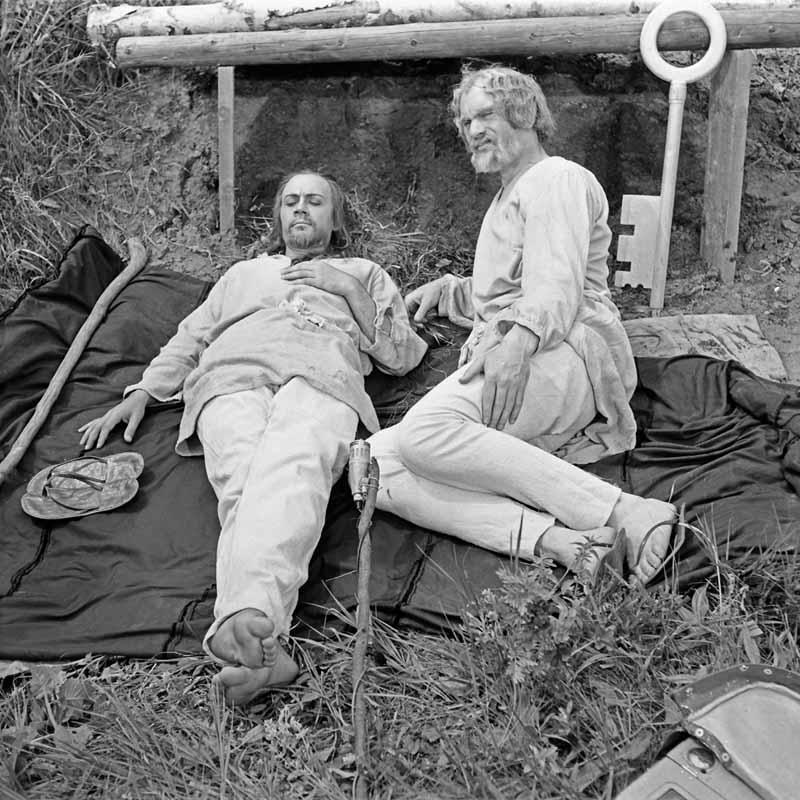
Dumnezeu și Sfântul Petru într-o viziune populară inspirată din povestea lui Ion Creangă. Imagine din filmul Se caută un paznic (1967).

## Adaptări

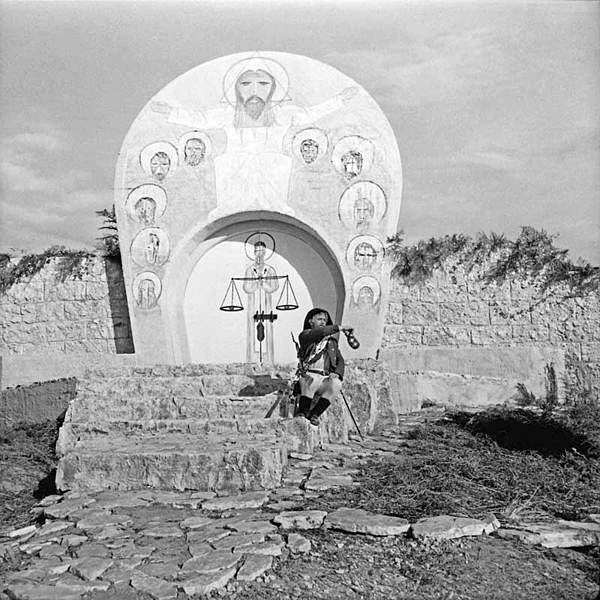
Ivan la poarta Raiului. Imagine din filmul Se caută un paznic (1967).

## Rezumat

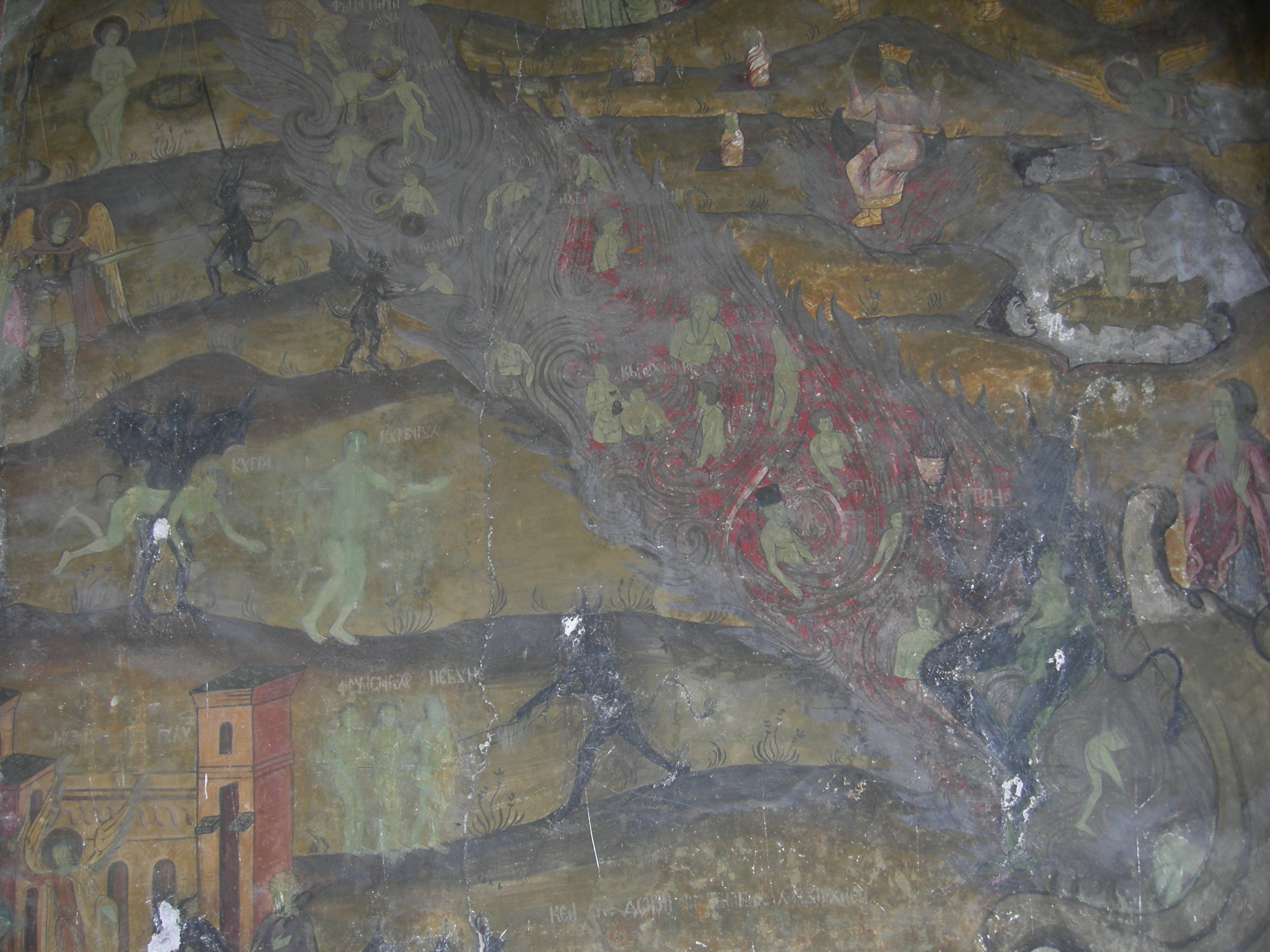
Reprezentare a Iadului într-o pictură murală ortodoxă română din secolul al XVIII-lea (Biserica Sfântul Elefterie Vechi, București)

Un soldat rus pe nume Ivan a fost lăsat la vatră după ce slujise în armată încă din copilărie și a primit două ruble de cheltuială. În timp ce mergea pe un drum de țară, el îi întâlnește pe un pod pe Dumnezeu și pe Sfântul Petru care vizitau deghizați lumea oamenilor și le dăruiește câte o rublă fiecăruia dintre ei, crezându-i cerșetori și afirmând că „Dumnezeu iar mi-a da, că are de unde”. Sfântul Petru îl îndeamnă pe însoțitorul său divin să-l răsplătească pe soldat, iar cei doi îl ajung din urmă și-i restituie banii. Ivan îngenunchează și-l roagă pe Dumnezeu să-i binecuvânteze sacul soldățesc (turbincă), „ca, ori pe cine-oiu vrea eu, să-l vâr într-însa; și apoi să nu poată ieși de aici fără învoirea mea”. Dumnezeu îi acceptă amuzat această dorință și, înainte de a pleca, îi spune lui Ivan că, dacă se va sătura vreodată de hoinăreală, va fi primit să slujească la poarta Raiului.
Bătrânul soldat își continuă călătoria, hotărât să-și pună turbinca la încercare. În acea seară, el ajunge la o curte boierească și, profitând de statutul său de „om împărătesc”, cere și primește găzduire. Boierul era zgârcit așa că decide să-l păcălească pe oaspetele nedorit, trimițându-l să doarmă într-o casă nelocuită despre care se zicea că ar fi bântuită de draci. Soldatul adoarme pe un divan, dar este trezit brusc atunci când perna lui este smulsă de sub cap de mâini invizibile și, din nou, atunci când în casă încep să se audă sunete puternice, onomatopeice. Ivan pune capăt acestui tărăboi, cerându-le tuturor dracilor să intre în turbincă. El adoarme iarăși, dar este trezit de însuși Satana (denumit popular cu numele Scaraoschi), care este înfuriat de pierderea slujitorilor săi și-l pălmuiește pe soldat. Ivan îi poruncește agresorului să intre în turbincă, alături de ceilalți draci, apoi trezește toată curtea boierească și-i croiește pe draci cu nuiaua până le crapă pielea. Boierul bucuros îi oferă găzduire permanentă, dar Ivan pleacă spunând că se duce să-l slujească pe Dumnezeu, „împăratul tuturor”.
Prin invocarea ajutorului Sfântului Nicolae, Ivan se trezește în fața porții Raiului. El bate de mai multe ori în ușă, dar pornește înspre Iad atunci când află de la Sfântul Petru că în Rai nu este nici tutun, nici votcă, nici femei și nici lăutari. Dracii îi deschid poarta, necunoscându-i vocea, și apoi încearcă să-i facă pe plac pentru a nu ajunge iarăși în turbincă. Ivan face acolo un chef de pomină până ce Talpa-iadului, descrisă ca cel mai inteligent demon, iese afară cu o tobă și bate un marș militar, păcălindu-l pe soldat să creadă că a început războiul. Ivan iese afară, iar dracii închid poarta cu zăvorul în spatele lui.

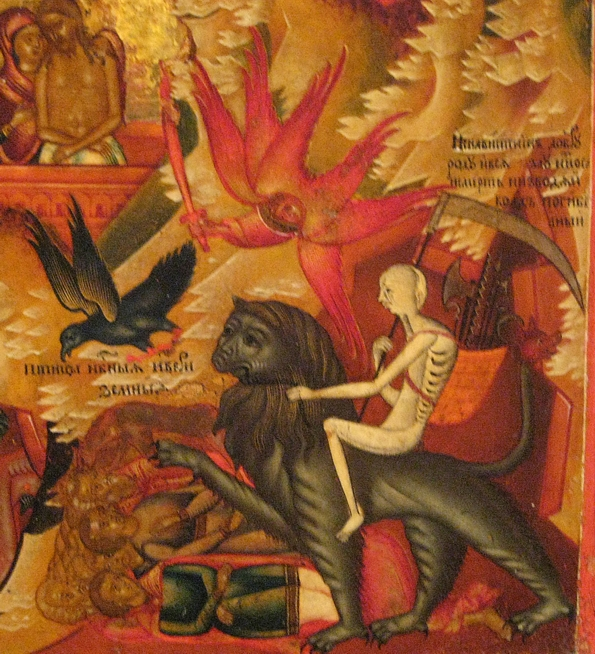
Reprezentare a Morții într-o icoană rusească din secolul al XVIII-lea.

Ivan revine apoi la planul său inițial de a-l servi pe Dumnezeu și se întoarce la poarta Raiului, pe care o păzește zi și noapte. Într-una din zile sosește Moartea pentru a primi porunci, dar paznicul nu o lasă înăuntru și-i cere să intre în turbincă. Dumnezeu îi spune lui Ivan să-i transmită Morții că va trebui să ia în următorii trei ani doar oameni bătrâni, dar fostul soldat îi comunică că i s-a poruncit să mănânce timp de trei ani doar pădure bătrână. Moartea se prezintă din nou la poarta Raiului după expirarea termenului și-l găsește iarăși pe Ivan; Dumnezeu poruncește să moară timp de trei ani numai oameni tineri și alți trei ani doar copii obraznici. Paznicul interpretează greșit porunca, forțând Moartea să mănânce trei ani doar copaci tineri, iar în următorii trei ani doar vlăstare fragede. Odată ce calvarul se termină, ea sosește din nou la poarta Raiului, dar Ivan o vâră în turbincă și nu-l mai anunță pe Dumnezeu, pedepsind-o că a ucis „atâta amar de lume, de la Adam și pănă astăzi”.
După o vreme, Dumnezeu sosește la poartă, eliberează Moartea și îi ia turbinca lui Ivan, spunându-i acestuia că i-a venit vremea să moară. Fostul soldat cere un răgaz de trei zile pentru a se pregăti, folosind acel timp pentru a reflecta cu privire la viața sa și a-și confecționa un sicriu. Moartea sosește și vrea să-l ia, dar Ivan se preface că nu știe să se așeze în coșciug așa că își exasperează adversarul, care se hotărăște să-i arate. Soldatul închide atunci capacul sicriului și o prinde pe Moarte înăuntru, apoi dă drumul raclei pe o apă curgătoare. Dumnezeu intervine din nou și eliberează Moartea, care-l pedepsește pe Ivan să trăiască veșnic („cât zidul Goliei și Cetatea Neamțului”) pentru a vedea cât este de nesuferită viața la bătrânețe. Povestea se încheie cu precizarea că Ivan a continuat să petreacă timp de mai multe veacuri și că „poate că și acum a mai fi trăind, dacă n-a fi murit”.

## Scriere și publicare